# Maprotilin
Maprotilin ist ein Arzneistoff aus der Gruppe der tetrazyklischen Antidepressiva, der in der Psychiatrie zur Behandlung von Depressionen eingesetzt wird.

## Pharmakologische Eigenschaften
Maprotilin zeigt eine starke Wiederaufnahmehemmung von Noradrenalin aus dem synaptischen Spalt, jedoch keine nennenswerte von Serotonin. Außerdem blockiert es
- stark Histamin-H1-
- mäßig Serotonin-5-HT2A-
- schwach α1-Adrenozeptoren
- und sehr schwach muskarinische M1-Acetylcholin-Rezeptoren.[4]

Die kaum nachweisbare anticholinerge Wirkung bietet einen Vorteil gegenüber trizyklischen Antidepressiva, weil es dadurch zu weniger unerwünschten Wirkungen auf das vegetative Nervensystem kommt. Maprotilin wirkt zudem als FIASMA (funktioneller Hemmer der sauren Sphingomyelinase).
Die Halbwertszeit von Maprotilin beträgt 43 Stunden, die seines aktiven Metaboliten 40 Stunden.

## Indikationen
Maprotilin ist zugelassen zur Therapie von depressiven Erkrankungen.

## Kontraindikationen
Maprotilin darf nicht angewendet werden bei vorgeschädigtem Herzen (Erregungsleitungsstörungen), erhöhter Krampfneigung und bei Kindern und Jugendlichen. Nach vorhergehender MAO-Hemmer-Behandlung muss ein Sicherheitsintervall von mindestens 2 Wochen eingehalten werden.

## Anwendung in der Schwangerschaft und Stillzeit
Es liegen unzureichende Erfahrungen mit einer Anwendung von Maprotilin am Menschen während der Schwangerschaft vor. Die Sicherheit der Anwendung während der Schwangerschaft ist nicht erwiesen. Vereinzelte Fälle, die auf einen möglichen Zusammenhang zwischen Maprotilin und unerwünschten Wirkungen auf den menschlichen Fetus hindeuten, sind berichtet worden.
Die Anwendung von Maprotilin während der Schwangerschaft sollte vermieden werden, es sei denn, dass der Nutzen der Behandlung die Risiken für den Fetus eindeutig überwiegt.
Da es bei Neugeborenen, deren Mütter bis zur Geburt Maprotilin einnehmen, möglicherweise zu Symptomen wie Dyspnoe, Lethargie, Reizbarkeit, Tachykardie, Hypotonie, Krämpfen, Zittern und Hypothermie während der ersten Stunden oder Tage kommen kann, sollte – sofern es der klinische Zustand erlaubt – erwogen werden, Maprotilin mindestens 7 Wochen vor dem errechneten Geburtstermin abzusetzen.

## Nebenwirkungen
Zu den häufigen unerwünschten Wirkungen von Maprotilin zählen
- Müdigkeit, Benommenheit und Schwindel
- anticholinerge Wirkungen
  - Mundtrockenheit
  - Akkommodationsstörungen, Hitzewallungen
  - Verstopfung, Harnverhalt
  - Unruhe, Erregung, Schlafstörungen und Alpträume
  - Angst, Aggressivität
- Übelkeit und Erbrechen
- Kopfschmerzen
- Gewichtszunahme
- Libido- und Potenzstörungen.

Seltene, aber zum Teil gefährliche Nebenwirkungen von Maprotilin sind
- Blutdruckschwankungen, Erregungsleitungsstörungen des Herzens mit EKG-Veränderungen (etwa einer Verlängerung der QTc-Zeit[8])
- pharmakogenes Delir, Halluzinationen und Auslösung manischer oder psychotischer Zustände
- Synkopen, Krampfanfälle, Dyskinesien
- Alveolitis, Vaskulitis
- Arzneimittelexanthem der Haut sowie Photosensibilität
- SIADH, Galaktorrhoe, Gynäkomastie
- Störung der Blutbildung (Thrombopenie, Agranulozytose), Leberschädigung und Hepatitis.

## Darreichungsformen, Dosierung
Maprotilin ist als Tablette zur oralen Einnahme und als Injektionslösung verfügbar. Der Wirkstoff Maprotilin-Hydrochlorid ist in den Tabletten, während Maprotilin-Mesilat, das Salz der Methansulfonsäure, in den Injektionslösungen enthalten ist.
Um unangenehme Nebenwirkungen zu reduzieren, sollte das Aufdosieren einschleichend begonnen werden. Das Absetzen der Therapie sollte über 4–6 Wochen ausschleichend geschehen.

## Handelsnamen
Ludiomil (A), Generika. 
Der einzige Anbieter für Deutschland stellt den Vertrieb zum April 2025 ein.